# آنتی‌بیوز
آنتی‌بیوز یا زیست‌ستیز (به انگلیسی: Antibiosis)، یک برهم‌کنش زیستی بین دو یا چند جاندار است که حداقل برای یکی از آنها زیان‌بار است. همچنین می‌تواند یک ارتباط متضاد بین یک ارگانیسم و مواد متابولیک تولیدشده توسط دیگری باشد. نمونه‌هایی از آنتی‌بیوز شامل رابطه بین آنتی‌بیوتیک‌ها و باکتری‌ها یا جانوران و بیماری‌زاهای ایجادکننده بیماری است. مطالعه آنتی‌بیوز و نقش آن در آنتی‌بیوتیک‌ها سبب گسترش دانش در زمینه میکروبیولوژی شده‌است. برای مثال، فرآیندهای مولکولی مانند سنتز دیواره سلولی و بازیافت، از طریق مطالعه چگونگی تأثیر آنتی‌بیوتیک‌ها بر رشد بتالاکتام از طریق رابطه آنتی‌بیوزی و برهم‌کنش داروهای خاص با باکتری‌های تحت تأثیر این ترکیب، بهتر درک شده‌اند.
آنتی بیوز به‌طور معمول در جمعیت‌های گیاه میزبان مطالعه می‌شود و به حشراتی که از آنها تغذیه می‌کنند گسترش می‌یابد.